# UFC Fight Night: Grasso vs. Shevchenko 2
UFC Fight Night: Grasso vs. Shevchenko 2 (também conhecido como UFC Fight Night 227, UFC on ESPN+ 85 e Noche UFC) é um próximo evento de Artes marciais mistas produzido pelo Ultimate Fighting Championship que acontecerá em 16 de setembro de 2023, no T-Mobile Arena em Paradise, Nevada, Estados Unidos.

## Detalhes
O evento ocorreu no Dia da Independência do México, tendo incluído diversos de lutadores mexicanos competindo no evento.
Uma revanche pelo título peso mosca feminino do UFC entre a atual campeã Alexa Grasso e a ex-campeã Valentina Shevchenko foi a atração principal do evento. A dupla se enfrentou anteriormente no UFC 285 em março de 2023, quando Grasso conquistou o título por finalização no quarto round.
Uma luta de peso meio-médio entre Shavkat Rakhmonov e o ex-desafiante interino ao título dos médios do UFC (também vencedor do The Ultimate Fighter: Team Jones vs. Team Sonnen dos médios) Kelvin Gastelum era esperada para acontecer no evento. No entanto, Gastelum retirou-se após sofrer uma fratura facial.
Esperava-se que uma luta de peso médio entre Chris Curtis e Anthony Hernandez acontecesse no evento. No entanto, Curtis desistiu devido a uma lesão na costela e foi substituído por Roman Kopylov. Por sua vez, Hernandez desistiu da luta devido a uma ruptura no ligamento e foi substituído por Josh Fremd.
A luta dos meio-médios entre Daniel Rodriguez e Santiago Ponzinibbio era esperada no evento. No entanto, Rodriguez foi retirado da luta pela USADA após teste positivo para a substância proibida ostarina. Ponzinibbio anunciou então no início de setembro que, afinal, não competiria no evento.
Esperava-se que uma luta de peso palha feminino entre Elise Reed e Cynthia Calvillo acontecesse no evento. No entanto, Calvillo desistiu por motivos não revelados e foi substituído por Iasmin Lucindo em uma luta peso-casado de 120 libras. Por sua vez, Reed foi afastado do evento por motivo não revelado e foi substituído por Josefine Knutsson. Em seguida, Lucindo desistiu do evento devido a uma lesão não revelada e o estreante Marnic Mann serviu como seu substituto.
Uma luta leve entre Natan Levy e Alex Reyes estava marcada para o evento. No entanto, Levy desistiu da luta por motivos não revelados e foi substituído pelo estreante Charlie Campbell.

## Resultados
1. ↑  Pelo Cinturão Peso Mosca Feminino do UFC.
2. ↑  Originalmente uma vitória por finalização técnica (estrangulamento anaconda) para Cháirez; derrubado após revisão devido a um erro do árbitro.

## Bônus da Noite
Os lutadores receberam US$50.000 de bônus:
- Luta da Noite: Não houve lutas premiadas.
- Performance da Noite: Raúl Rosas Jr., Daniel Zellhuber, Lupita Godinez, Roman Kopylov e Charlie Campbell.